# La oveja y los caballos
La fábula de Schleicher es un texto artificial compuesto en el idioma reconstruido protoindoeuropeo (PIE), publicado por August Schleicher en 1868. Schleicher fue el primer académico que compuso un texto en PIE.
La fábula se titula Avis akvāsas ka (‘la oveja y los caballos [equinos o yeguas]’).
Posteriormente, varios eruditos publicaron versiones revisadas de la fábula de Schleicher, ya que la idea de cómo sonaría el PIE cambió con el tiempo.
La fábula puede servir como una ilustración de los cambios significativos que el lenguaje reconstruido ha experimentado en los últimos 140 años de esfuerzos académicos.
En 1939 Helmut Arntz publicó la primera revisión de la fábula de Schleicher, hecha por Hermann Hirt.
En 1979 Winfred Lehmann y Ladislav Zgusta hicieron una segunda revisión.
En 1997, en la Enciclopedia de cultura indoeuropea (1997: 501) apareció otra revisión de Douglas Q. Adams.
En 2007, Frederik Kortlandt publicó otra versión en su página web.

## La oveja y los caballos

### Schleicher (1868)
Avis akvāsas ka
Avis, jasmin varnā na ā ast, dadarka akvams, tam, vāgham garum vaghantam, tam, bhāram magham, tam, manum āku bharantam. Avis akvabhjams ā vavakat: kard aghnutai mai vidanti manum akvams agantam. Akvāsas ā vavakant: krudhi avai, kard aghnutai vividvant-svas: manus patis varnām avisāms karnauti svabhjam gharmam vastram avibhjams ka varnā na asti. Tat kukruvants avis agram ā bhugat.

### Traducción palabra por palabra
Avis akvāsas ka
Oveja caballos y
avis, jasmin varnā na ā ast, dadarka akvams
oveja sin lana, vio caballos
tam vāgham garum vaghantam, tam bhāram magham, tam manum āku bharantam.
este carreta pesada arrastraba, este carga sostenía, este hombre arriba sostenía.
avis akvabhjams ā vavakat:
oveja caballos a dijo:
kard aghnutai mai vidanti manum akvams agantam.
corazón duele mío saber hombre caballos manejando.
akvāsas ā vavakant: krudhi avai, kard aghnutai vividvant-svas:
caballos dijeron: escucha, oveja: corazón duele sabiendo esto
manus patis varnām avisāms karnauti svabhjam gharmam vastram
hombre amo lana oveja hace sí mismo tibia ropa,
avibhjams ka varnā na asti
oveja cuál lana no hay
Tat kukruvants avis agram ā bhugat
Eso oyendo oveja huyó a pradera

### Traducción al español
La oveja y los caballos
[En una colina,]
una oveja que no tenía lana vio unos caballos. Uno de ellos arrastraba una pesada carreta, otro soportaba una carga y otro cabalgaba con un hombre encima. La oveja les dijo a los caballos: «Me duele el corazón de ver a un hombre manejando a los caballos». Los caballos le respondieron: «Escucha, oveja. A nosotros nos duele el corazón de ver que un hombre, el amo, convierte la lana de una oveja en ropa abrigada para sí mismo y la oveja no tiene lana». Al oír esto, la oveja huyó a la pradera.

### Hirt (1939)
Owis ek’wōses-kʷe
Owis, jesmin wьlənā ne ēst, dedork’e ek’wons, tom, woghom gʷьrum weghontm̥, tom, bhorom megam, tom, gh’ьmonm̥ ōk’u bherontm̥. Owis ek’womos ewьwekʷet: k’ērd aghnutai moi widontei gh’ьmonm̥ ek’wons ag’ontm̥. Ek’wōses ewьwekʷont: kl’udhi, owei!, k’ērd aghnutai vidontmos: gh’ьmo, potis, wьlənām owjôm kʷr̥neuti sebhoi ghʷermom westrom; owimos-kʷe wьlənā ne esti. Tod k’ek’ruwos owis ag’rom ebhuget.

### Lehmann y Zgusta (1979)
Owis eḱwōskʷe
Gʷərēi owis, kʷesjo wl̥hnā ne ēst, eḱwōns espeḱet, oinom ghe gʷr̥um woǵhom weǵhontm̥, oinomkʷe meǵam bhorom, oinomkʷe ǵhm̥enm̥ ōḱu bherontm̥. Owis nu eḱwobh(j)os (eḱwomos) ewewkʷet: "Ḱēr aghnutoi moi eḱwōns aǵontm̥ nerm̥ widn̥tei". Eḱwōs tu ewewkʷont: "Ḱludhi, owei, ḱēr ghe aghnutoi n̥smei widn̥tbh(j)os (widn̥tmos): nēr, potis, owiōm r̥ wl̥hnām sebhi gʷhermom westrom kʷrn̥euti. Neǵhi owiōm wl̥hnā esti". Tod ḱeḱluwōs owis aǵrom ebhuget.

### Adams (1997)
H2óu̯is h1ék̂u̯ōs-kʷe
[Gʷr̥hxḗi] h2óu̯is, kʷési̯o u̯lh2néh4 ne (h1é) est, h1ék̂u̯ons spék̂et, h1oinom ghe gʷr̥hxúm u̯óĝhom u̯éĝhontm̥ h1oinom-kʷe ĝ méĝham bhórom, h1oinom-kʷe ĝhménm̥ hxṓk̂u bhérontm̥. h2óu̯is tu h1ek̂u̯oibh(i̯)os u̯eukʷét: 'k̂ḗr haeghnutór moi h1ék̂u̯ons haéĝontm̥ hanérm̥ u̯idn̥téi. h1ék̂u̯ōs tu u̯eukʷónt: 'k̂ludhí, h2óu̯ei, k̂ḗr ghe haeghnutór n̥sméi u̯idn̥tbh(i̯)ós. hanḗr, pótis, h2éu̯i̯om r̥ u̯l̥h2néham sebhi kʷr̥néuti nu gʷhérmom u̯éstrom néĝhi h2éu̯i̯om u̯l̥h2néha h1ésti.' Tód k̂ek̂luu̯ṓs h2óu̯is haéĝrom bhugét.

### Kortlandt (2007)
ʕʷeuis ʔkeuskʷe
ʕʷeuis iosmi ʕuelʔn neʔst ʔekuns ʔe 'dērkt, tom 'gʷrʕeum uogom ugentm, tom m'geʕm borom, tom dgmenm ʔoʔku brentm. ʔe uēukʷt ʕʷeuis ʔkumus: kʷntske ʔmoi kērt ʕnerm ui'denti ʔekuns ʕ'gentm. ʔe ueukʷnt ʔkeus: kludi ʕʷuei, kʷntske nsmi kērt ui'dntsu: ʕnēr potis ʕʷuiom ʕulʔenm subi gʷormom uestrom kʷrneuti, ʕʷuimus kʷe ʕuelʔn neʔsti. To'd kekluus ʕʷeuis ʕe'grom ʔe bēu'gd.

### Lühr (2008)
h₂ówis h₁ék’wōskʷe
h₂ówis, (H)jésmin h₂wlh₂néh₂ ne éh₁est, dedork’e (h₁)ék’wons, tóm, wóg’ʰom gʷérh₂um wég’ʰontm, tóm, bʰórom még’oh₂m, tóm, dʰg’ʰémonm h₂oHk’ú bʰérontm. h₂ówis (h₁)ék’wobʰos ewewkʷe(t): k’ḗrd h₂gʰnutoj moj widntéj dʰg’ʰmónm (h₁)ék’wons h₂ég’ontm. (h₁)ék’wōs ewewkʷ: k’ludʰí, h₂ówi! k’ḗrd h₂gʰnutoj widntbʰós: dʰg’ʰémō(n), pótis, h₂wlnéh₂m h₂ówjom kʷnewti sébʰoj gʷʰérmom wéstrom; h₂éwibʰoskʷe h₂wlh₂néh₂ né h₁esti. Tód k’ek’luwṓs h₂ówis h₂ég’rom ebʰuge(t).

### Byrd (2013)
El lingüista norteamericano Andrew Byrd ha compuesto también en 2013 una versión de la fábula y además la ha grabado con la fonética y fonología que habría podido tener.
H₂óu̯is h₁éḱu̯ōs-kʷe
h₂áu̯ei̯ h₁i̯osméi̯ h₂u̯l̥h₁náh₂ né h₁ést, só h₁éḱu̯oms derḱt. só gʷr̥hₓúm u̯óǵʰom u̯eǵʰed; só méǵh₂m̥ bʰórom; só dʰǵʰémonm̥ h₂ṓḱu bʰered. h₂óu̯is h₁ékʷoi̯bʰi̯os u̯eu̯ked: “dʰǵʰémonm̥ spéḱi̯oh₂ h₁éḱu̯oms-kʷe h₂áǵeti, ḱḗr moi̯ agʰnutor”. h₁éḱu̯ōs tu u̯eu̯kond: “ḱludʰí, h₂ou̯ei̯! tód spéḱi̯omes, n̥sméi̯ agʰnutór ḱḗr: dʰǵʰémō, pótis, sē h₂áu̯i̯es h₂u̯l̥h₁náh₂ gʷʰérmom u̯éstrom u̯ept, h₂áu̯ibʰi̯os tu h₂u̯l̥h₁náh₂ né h₁esti. tód ḱeḱluu̯ṓs h₂óu̯is h₂aǵróm bʰuged.

## Diferencias notables
Algunas de las diferencias entre los textos se producen por variaciones en las convenciones ortográficas: w y u̯ e.g. son solo diferentes formas de indicar el mismo sonido, el alófono no-silábico de u. 

## Varios estadios del PIE
Carlos Quiles Casas, del grupo Dnghu, provee versiones en varios estadios del protoindoeuropeo y del postprotoindoeuropeo.